# Liste der Naturdenkmale in Wildenfels
Die Liste der Naturdenkmale in Wildenfels nennt die Naturdenkmale in Wildenfels im sächsischen Landkreis Zwickau.

## Definition
„Naturdenkmäler sind rechtsverbindlich festgesetzte Einzelschöpfungen der Natur oder entsprechende Flächen bis zu fünf Hektar, deren besonderer Schutz erforderlich ist
1. aus wissenschaftlichen, naturgeschichtlichen oder landeskundlichen Gründen oder
2. wegen ihrer Seltenheit, Eigenart oder Schönheit.“

„§ 18 – Naturdenkmäler – (zu § 28 BNatSchG)
(1) Die Erklärung nach § 22 Abs. 1 BNatSchG von Teilen von Natur und Landschaft als Naturdenkmal erfolgt durch Rechtsverordnung oder Einzelanordnung.
(2) Über § 28 Abs. 1 BNatSchG hinaus können Naturdenkmäler zur Sicherung von Lebensgemeinschaften oder Lebensstätten von im Bestand gefährdeten oder streng geschützten Arten festgesetzt werden.“

## Liste
Diese Auflistung unterscheidet zwischen Flächennaturdenkmalen (FND) und Einzel-Naturdenkmalen (ND).
Link zu einem Kartenansichtstool, um Koordinaten zu setzen.
| Bild                          | Bezeichnung                 | Lage                                           | Beschreibung | Datum | Nummer |
| ----------------------------- | --------------------------- | ---------------------------------------------- | --- | ----- | ------ |
| mehr Fotos \| Fotos hochladen | Eiche                       | Härtensdorf (50° 40′ 37,3″ N, 12° 37′ 25,3″ O) | Die Eiche steht mitten in der Feldflur der Gemarkung auf 390,5 m.                                                                                       | 1963  | ND     |
| Fotos hochladen               | Bergahorn                   | Wiesen (50° 38′ 28,7″ N, 12° 33′ 4″ O)         | Über 250 Jahre alter Bergahorn hinter einem Hof an der Kirchberger Straße in Wiesen. Der über 20 m hohe Baum hat eine ausladende Krone von 18 m Breite. | 1965  | ND     |
| Fotos hochladen               | Lindenallee                 | Wiesen (50° 38′ 42,6″ N, 12° 33′ 10,7″ O)      | Lindenallee an der Zufahrt zu einem Bauerngehöft an der Kirchberger Straße                                                                              | 1999  | ND     |
| mehr Fotos \| Fotos hochladen | Lindenallee und Schlosshang | Wiesenburg (50° 39′ 3″ N, 12° 34′ 1,3″ O)      | Winterlinden, Bergulmen und Gemeine Eschen auf 850 m Länge entlang der Lindenstraße in Wiesenburg.                                                      | 1963  | ND     |
| mehr Fotos \| Fotos hochladen | Lindenstraße                | Wiesenburg (50° 38′ 51,4″ N, 12° 33′ 59,4″ O)  | Geschützt ist die einseitige Bepflanzung entlang der Lindenstraße auf einer Länge von 120 m.                                                            | 1999  | ND     |
| mehr Fotos \| Fotos hochladen | Schwarzpappel               | Wildenfels (50° 39′ 37,4″ N, 12° 37′ 11,6″ O)  | Die größte Schwarzpappel des Landkreises steht weithin sichtbar am ehemaligen Karolinenhof am Nordhang der Augustenhöhe.                                | 1999  | ND     |
| mehr Fotos \| Fotos hochladen | Waldstraße                  | Wildenfels (50° 39′ 42,1″ N, 12° 37′ 17″ O)    | Geschützt sind die Bäume entlang der Waldstraße auf einer Länge von 620 m.                                                                              | 1999  | ND     |